# Eversholt
 Eversholt Rail Group (vormals HSBC Rail) mit Sitz in London ist eine der drei großen Leasinggesellschaften für Eisenbahnfahrzeuge in Großbritannien, die als Teil der Privatisierung der British Rail im Jahr 1996 die Lokomotiven, Eisenbahnwagen und Triebzüge übernommen haben und an die Eisenbahnverkehrsunternehmen vermieten (sogenannte rolling stock companies oder ROSCOs).

## Geschichte
HSBC Rail war ursprünglich im hundertprozentigen Besitz der Großbank HSBC; diese verkaufte 2010 das Unternehmen an ein Konsortium von Finanzinvestoren (Star Capital, 3i und Morgan Stanley).
Im Januar 2015 wurde Eversholt von der chinesischen Gruppe CK Hutchison Holdings übernommen.

## Unternehmensstruktur
Eversholt Rail Group
Eversholt Investment Limited
- European Rail Finance (GB) Ltd
- European Rail Finance Holdings Ltd
- European Rail Finance (2) Ltd
- European Rail Finance Ltd
- Eversholt Rail Holdings (UK) Ltd
- Eversholt Rail (UK) Ltd
- Eversholt Depot Finance (UK) Ltd
- Eversholt Rail (365) Ltd
- Eversholt Rail (380) Ltd
- Eversholt Finance Holdings Ltd
- Eversholt Funding Plc